# ستيفن بيترز (فارس سباق)
ستيفن بيترز (بالإنجليزية: Steffen Peters) هو فارس سباق أمريكي، ولد في 18 سبتمبر 1964 في فيزل في ألمانيا.

## وصلات خارجية
- الموقع الرسمي
- ستيفن بيترز على موقع الاتحاد الدولي للفروسية (الإنجليزية)
- ستيفن بيترز على موقع FEI (رابط بديل) (الإنجليزية)
- ستيفن بيترز على موقع اللجنة الأولمبية الدولية (الإنجليزية)
- ستيفن بيترز على موقع أوليمبيديا (الإنجليزية)
- ستيفن بيترز على موقع اللجنة الأولمبية والبارالمبية الأمريكية (الإنجليزية)